# Ноле, Антуан д’Омон
Антуан д’Омон (фр. Antoine d'Aumont; 1563 — 13 апреля 1635, Париж), маркиз де Ноле — французский государственный и военный деятель.

## Биография
Второй сын маршала Франции Жана д'Омона и Антуанетты Шабо.
Граф де Шатору, барон де Булиньон и Эстрабон.
Верный сторонник Генриха IV, участвовал в осаде Руана (1591), в перестрелке у Ивто был ранен выстрелом из мушкета в бедро, котое осталось искалеченным.
Рыцарь орденов короля (5.01.1597), затем капитан пятидесяти тяжеловооруженных всадников. Губернатор Булони и Булонне (1633).
Не участвовал ни в каких интригах и заговорах в правление Людовика XIII. Пуллен де Сен-Фуа пишет, что маркиз, побывавший во многих боях, был ранен всего один раз, при осаде Кодбека в 1592 году. При этом барон де Терм был смертельно ранен при осаде Клерака в 1621 году, а маркиз де Темин убит два месяца спустя под Монтобаном, и оба они стояли совсем рядом с маркизом де Ноле, у которого при обстрелах не пострадала даже одежда.

## Семья
1-я жена (после 1602): Катрин Юро (3.07.1583—13.04.1615), дочь Филиппа Юро, графа де Шеверни, канцлера Франции, и Анн де Ту, вдова Виржиналя д'Эскубло, маркиза д'Аллюи
2-я жена (1633): Луиза-Изабель д'Анжен (ок. 1587—25.11.1666), дочь Луи д’Анжена, маркиза де Ментенона, и Франсуазы д'О
Оба брака бездетные.